# Heiligkreuzsteinach
Heiligkreuzsteinach település Németországban, azon belül Baden-Württembergben. Lakosainak száma 2603 fő (2023. december 31.). Heiligkreuzsteinach Wilhelmsfeld, Schönau és Heddesbach községekkel határos.

## Népesség
A település népessége az elmúlt években az alábbi módon változott:
| Lakosok száma | 2295 | 2562 | 2615 | 2616 | 2582 | 2644 | 2603 |
|               | 1975 | 2014 | 2017 | 2019 | 2021 | 2022 | 2023 |